# 401P/McNaught
401P/McNaught è una cometa periodica appartenente alla famiglia delle comete gioviane. La cometa è stata scoperta il 29 aprile 2006  dall'astronomo Robert H. McNaught, la sua riscoperta l'11 settembre 2020 ha permesso di numerarla .

## Caratteristiche orbitali
La cometa ha una MOID di sole 0,282 ua col pianeta Giove. Questo fatto comporta che gli elementi orbitali della cometa possono essere alterati, anche notevolmente, dalle perturbazioni gravitazionali conseguenti ai passaggi ravvicinati con Giove. Il 13 dicembre 1921 i due corpi celesti passarono a 0,4395 ua di distanza, il 30 ottobre 2099 passeranno a 0,359 ua di distanza.